# Sölvi Ottesen
Sölvi Ottesen (Reykjavík, 18 februari 1984) is een IJslands voetbalcoach en voormalig voetballer die als centrale verdediger speelde.
Ottesen begon bij Víkingur Reykjavík en speelde vervolgens in Zweden voor Djurgårdens IF en in Denemarken voor SønderjyskE en FC Kopenhagen (waarmee hij tweemaal Deens kampioen werd en eenmaal de Deense beker won). Medio 2013 ging hij in Rusland voor FK Oeral spelen en in februari 2015 maakte hij de overstap naar het Chinese Jiangsu Sainty. Een jaar later ging hij voor Wuhan Zall spelen. In 2017 speelde hij eerst voor het Thaise Buriram United en keerde in juli terug naar China bij Guangzhou R&F. In januari 2018 keerde hij terug bij zijn eerste club Víkingur Reykjavík. Hier vormde hij tot 2022 nog een zeer geroutineerd en solide centraal verdedigingsduo met Kári Árnason en in die laatste jaren werd hij nog tweemaal winnaar van de IJslandse beker (2019 en 2021) en kampioen van IJsland in 2021.
Na zijn voetbalcarrière werd hij vanaf 2022 coach bij Vikingur Reykjavik. Eerst als assistent van Arnar Gunnlaugsson en nadat deze in 2025 bondscoach van IJsland werd nam Ottesen zijn functie over.
Van 2005 tot en met 2014 speelde Ottesen voor het IJslands voetbalelftal.